# Pension alimentaire
Une pension alimentaire est une somme d'argent due ou versée à échéances régulières (souvent mensuelles) par une personne physique à une autre personne physique en exécution d'une obligation alimentaire. 
Elle peut être versée spontanément ou non. Son montant peut être déterminé à l'amiable entre les deux personnes ou fixé par une décision de justice. Dans ce dernier cas, le montant de la pension est fixé par le juge en fonction des besoins de celui qui la demande et des moyens de celui qui la doit.
Elle ne doit pas être confondue avec la prestation compensatoire parfois versée à la suite d'un divorce.

## Textes légaux français
- Article 205 du code civil
- Article 208 du code civil

## Textes légaux québécois et canadiens
- Article 585 du Code civil
- Article 586 du Code civil
- Loi sur le divorce, section Ordonnances alimentaires
- Règlement sur la fixation des pensions alimentaires pour enfants
- Loi facilitant le paiement des pensions alimentaires
- Loi sur l’exécution réciproque d’ordonnances alimentaires
- Lignes directrices fédérales sur les pensions alimentaires pour enfants (DORS/97-175)